# Capac (Michigan)
Pour les articles homonymes, voir Capac.
Capac est un village du comté de Saint Clair, dans l'État du Michigan, aux États-Unis. En 2020, il comptait une population de 1 983 habitants.